# Aedermannsdorf
Aedermannsdorf es una comuna suiza del cantón de Soleura, ubicada en el distrito de Thal. Limita al norte con las comunas de Val Terbi (JU), Schelten (BE), Beinwil y Mümliswil-Ramiswil, al este con Matzendorf, al sur con Rumisberg (BE), y al occidente con Herbetswil y Seehof (BE).

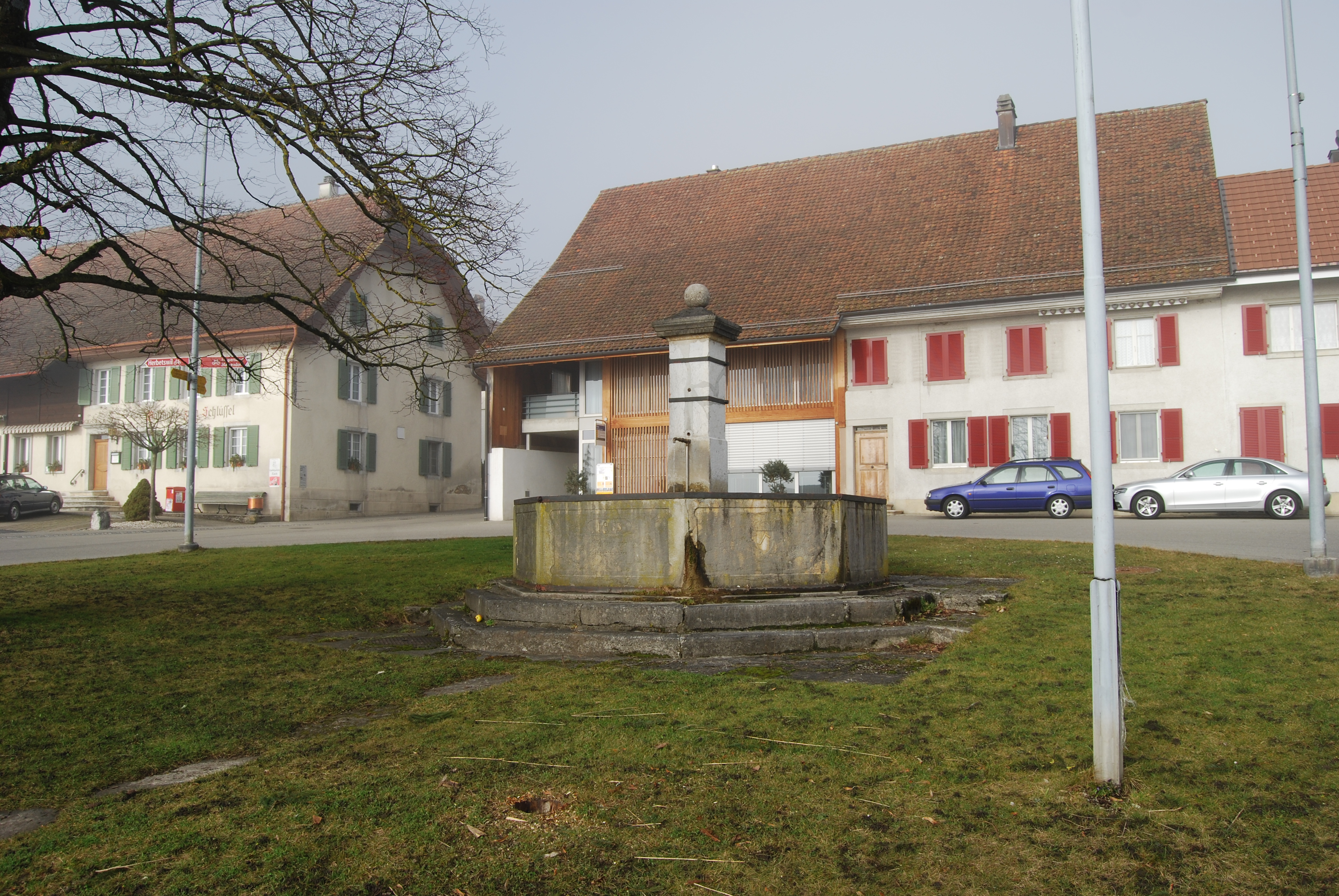
Aedermannsdorf